# Walter Raleigh
För andra betydelser, se Walter Raleigh (olika betydelser).
Walter Raleigh, även Walter Ralegh, född 22 januari 1552 eller 1554 på gården Hayes Barton i East Budleigh, Devon, död 29 oktober 1618 i London, var en engelsk sjömilitär, upptäcktsresande, hovman och författare. Han var aktiv i kolonisationen av Nordamerika. Av den orsaken fick den amerikanska delstaten North Carolinas nya huvudstad år 1792 namnet Raleigh.

## Biografi
Raleigh vann efter en rad lyckade militära företag drottning Elisabet I:s gunst och adlades 1585. Den 22 mars 1595 blev han den förste europé att upptäcka naturfenomenet La Brea asfaltsjö på ön Trinidad. Han nyttjade då tjäran till att täta sina fartyg. År 1596 publicerade han The Discovery of Guiana, i vilken han bland annat beskrev indianfolket Ewaipanoma.
År 1603 anklagades Raleigh för högförräderi mot kung Jakob I och fängslades i Towern. Under fängelsetiden skrev han The History of the World (1614).
Efter tretton års fångenskap frisläpptes han för att företa en expedition till Sydamerika. Expeditionen, som bland annat innebar att finna El Dorado, misslyckades. Vid återkomsten till England riktades ånyo anklagelser om högförräderi mot Raleigh. Sir Walter Raleigh avrättades genom halshuggning vid Whitehall Palace den 29 oktober 1618.
Han gifte sig i hemlighet med Elizabeth Throckmorton, dotter till Nicholas Throckmorton, 1591.

## Populärkultur
Sir Walter Raleigh porträtteras av Simon Jones i Blackadder II.
Clive Owen spelar Sir Walter Raleigh i Elizabeth the golden age